# ハーバード・スミソニアン天体物理学センター

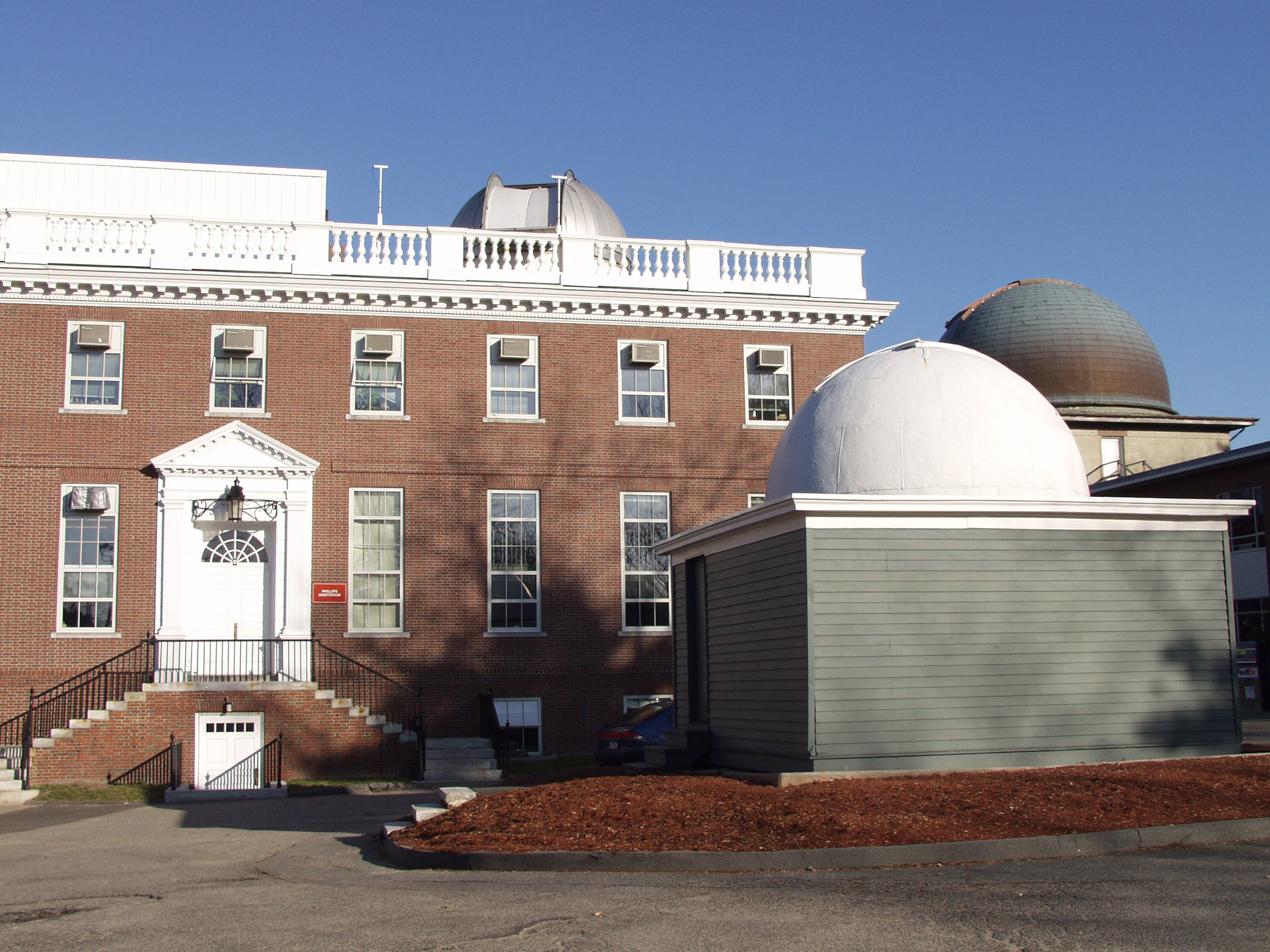
CfA外観

ハーバード・スミソニアン天体物理学センター（ハーバード・スミソニアンてんたいぶつりがくセンター、CfA; Harvard-Smithsonian Center for Astrophysics）は、アメリカのマサチューセッツ州ケンブリッジに位置する天文学・宇宙物理学に関する研究所である。
ハーバード大学天文台とスミソニアン天体物理観測所によって構成されている。この両者は長期にわたって協力関係を持っていたが、1955年により効率的な運営と研究の推進を行うためにスミソニアン天体物理観測所が本部をケンブリッジに移した。1973年に正式に共同運営を開始し、現在のCfAが誕生した。
小惑星(10234)シクスティガーデンは、研究所の住所である 60 Garden Street にちなんで名づけられた。

## 関連プロジェクト
CfAはおよそ300名の研究者を擁し、光学望遠鏡、電波望遠鏡、宇宙望遠鏡を用いた天文学研究を行っている。下記に挙げたものがCfAが関与するプロジェクトである。いずれも、世界各地の大学や研究機関との協力のもとに運営されている。

### 地上望遠鏡

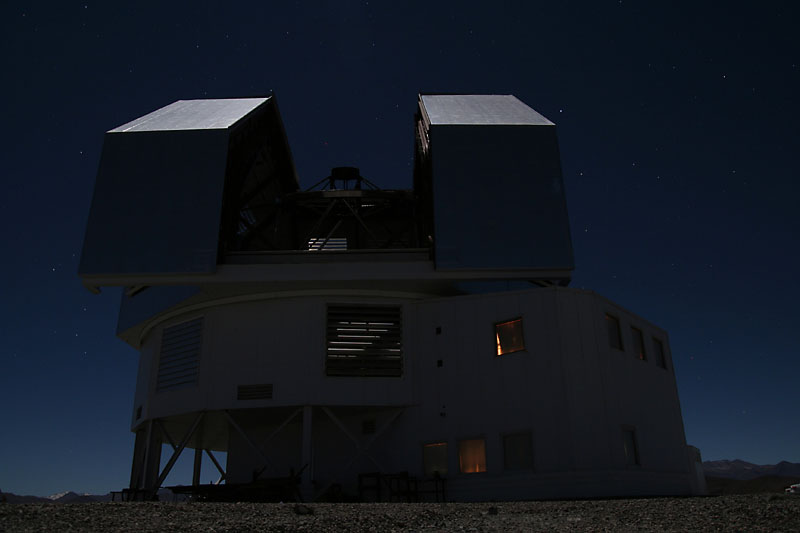
マゼラン・クレイ望遠鏡

- フレッド・ローレンス・ウィップル天文台 アリゾナ州にある天文台。口径6.5mの望遠鏡MMTをはじめ、いくつかの光学望遠鏡が設置されている。
- マゼラン望遠鏡 チリにあるふたつの口径6.5m望遠鏡。
- 南極点望遠鏡 南極点に設置された電波望遠鏡。
- サブミリ波干渉計 ハワイ島マウナ・ケア山頂に設置されている電波望遠鏡。
- 1.2メートル電波望遠鏡 一酸化炭素分子が放射する電波で銀河面をサーベイ観測した。
- Very Energetic Radiation Imaging Telescope Array System (VERITAS) 口径12m望遠鏡4台からなるガンマ線観測施設。

### 宇宙望遠鏡・衛星

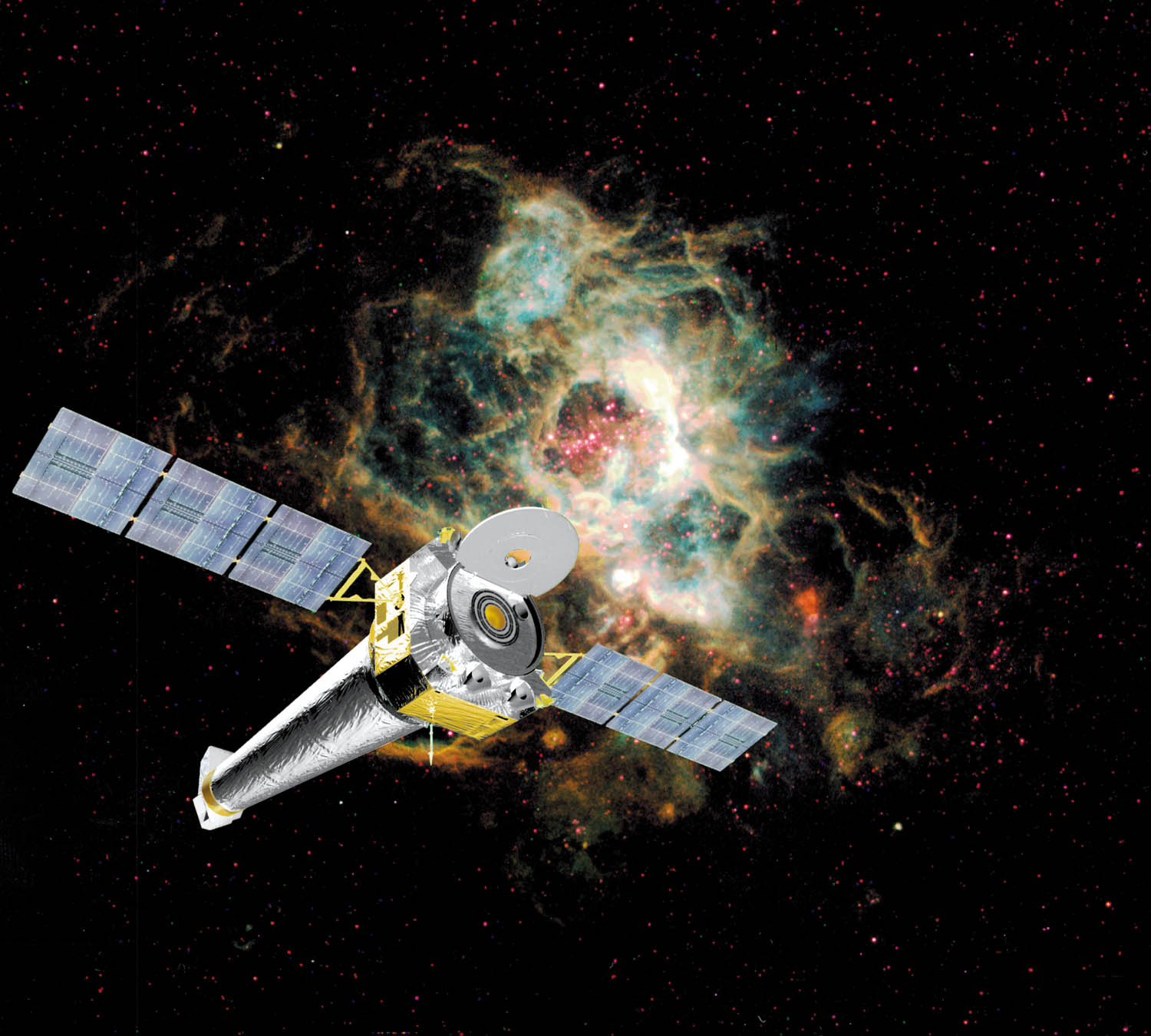
チャンドラ

- チャンドラ 1999年に打ち上げられたエックス線観測衛星。
- ひので 2006年に打ち上げられた太陽観測衛星。
- SOHO 1995年に打ち上げられた太陽観測衛星。
- スピッツァー宇宙望遠鏡 2003年に打ち上げられた赤外線宇宙望遠鏡。